# 巴西第一共和国
巴西第一共和國（葡萄牙語：Primeira República Brasileira），又称舊共和國（República Velha），正式名称为巴西合眾國（República dos Estados Unidos do Brasil），是1889年—1930年巴西的歷史時期。随著1930年巴西革命爆發而結束。
1889年，佩德羅二世被廢黜，由德奧多羅·達·豐塞卡建立第一共和國，國號變更為巴西合眾國。
在1889年至1930年間，儘管巴西是一個正式的憲法民主國家，由1891年頒布的第一共和國憲法仍然將婦女和文盲排除在具有投票權之外。
由於農場地主和共和政府不滿於王室廢除奴隸的宣言，將王室驅逐出境。新政府以「秩序和進步」的口號，並以總統制為基礎來加強巴西的近代化，除了生產全世界四分之三產量的咖啡之外，在經濟上也締造了佳績。

## 历史
1889年11月15日，德奧多羅·達·豐塞卡元帥廢黜了皇帝佩德羅二世，宣佈巴西為共和國，並重組了政府。
根據1891年頒佈的新共和憲法，政府是一個憲政民主國家，但這種民主僅是名義上的，實際上，選舉被操縱，農村地區的選民受到壓力或誘導投票給農場主選定的候選人，且選舉委員會的片面決定也可以改變選舉結果（選舉委員會不獨立於執政者主導的行政部門和立法機構）。這一制度導致巴西總統之位在聖保羅州和米納斯吉拉斯州的寡頭之間交替，後者籌組保利斯塔共和黨（PRP）和米納斯共和黨（PRM）統治國家。這一政權通常被稱為“咖啡牛奶政權”，“牛奶與咖啡建立的國度”，以兩州各自盛產的農產品命名。
巴西第一共和國不與法國大革命或美國獨立戰爭後產生的共和國的意識形態相似，儘管執政者會試圖將自己與兩者連結起來。這是一個由武力維持自己的政變產生的政權。共和黨人任命德奧多羅為總統（1889-91），並在金融危機後任命弗羅里亞諾·佩紹托為戰爭部長，以確保軍隊的忠誠。
與德奧多羅·達·豐塞卡元帥一起終結帝國的軍官們曾發誓要維護帝國。雖然軍官們最終解決了矛盾，但共和國的誕生仍相當意外：德奧多羅原只打算取代內閣，但共和黨人慫恿他建立一個新的共和國。